# Seznam dílů seriálu Agresivní virus
Toto je seznam dílů seriálu Agresivní virus. Americké hororové drama Agresivní virus mělo premiéru na stanici FX.

## Přehled řad
| Řada | Díly | Premiéra v USA    | Premiéra v USA | Premiéra v ČR   | Premiéra v ČR      |
| Řada | Díly | První díl         | Poslední díl   | První díl       |                    |
| ---- | ---- | ----------------- | -------------- | --------------- | ------------------ |
| 1    | 13   | 13. července 2014 | 5. října 2014  | 21. března 2016 | 13. června 2016    |
| 2    | 13   | 12. července 2015 | 4. října 2015  | 29. srpna 2016  | 21. listopadu 2016 |
| 3    | 10   | 28. srpna 2016    | 30. října 2016 | 23. dubna 2018  | 27. května 2018    |
| 4    | 10   | 16. července 2017 | 17. září 2017  | nebylo vysíláno | nebylo vysíláno    |

## Seznam dílů

### První řada (2014)
| Č. v seriálu | Č. v řadě | Původní název          | Český název         | Režie              | Scénář                                        | Premiéra v USA    | Premiéra v ČR   |
| ------------ | --------- | ---------------------- | ------------------- | ------------------ | --------------------------------------------- | ----------------- | --------------- |
| 1            | 1         | Night Zero             | Den předtím         | Guillermo del Toro | Guillermo del Toro a Chuck Hogan              | 13. července 2014 | 21. března 2016 |
| 2            | 2         | The Box                | Ta bedna            | David Semel        | David Weddle a Bradley Thompson               | 20. července 2014 | 28. března 2016 |
| 3            | 3         | Gone Smooth            | Uhlazený            | David Semel        | Chuck Hogan                                   | 27. července 2014 | 4. dubna 2016   |
| 4            | 4         | It's Not for Everyone  | Není to pro každého | Keith Gordon       | Regina Corrado                                | 3. srpna 2014     | 11. dubna 2016  |
| 5            | 5         | Runaways               | Útěky               | Peter Weller       | Gennifer Hutchison                            | 10. srpna 2014    | 18. dubna 2016  |
| 6            | 6         | Occultation            | Zákryt              | Peter Weller       | Justin Britt-Gibson                           | 17. srpna 2014    | 25. dubna 2016  |
| 7            | 7         | For Services Rendered  | Za prokázané služby | Charlotte Sieling  | David Weddle a Bradley Thompson               | 24. srpna 2014    | 2. května 2016  |
| 8            | 8         | Creatures of the Night | Zrůdy noci          | Guy Ferland        | Chuck Hogan                                   | 31. srpna 2014    | 9. května 2016  |
| 9            | 9         | The Disappeared        | Zmizelá             | Charlotte Sieling  | Regina Corrado                                | 7. září 2014      | 16. května 2016 |
| 10           | 10        | Loved Ones             | Ti nejbližší        | John Dahl          | Gennifer Hutchison                            | 14. září 2014     | 23. května 2016 |
| 11           | 11        | The Third Rail         | Třetí kolej         | Deran Sarafian     | Justin Britt-Gibson and Chuck Hogan           | 21. září 2014     | 30. května 2016 |
| 12           | 12        | Last Rites             | Poslední pomazání   | Peter Weller       | Carlton Cuse, David Weddle a Bradley Thompson | 28. září 2014     | 6. června 2016  |
| 13           | 13        | The Master             | Pán                 | Phil Abraham       | Carlton Cuse a Chuck Hogan                    | 5. října 2014     | 13. června 2016 |

### Druhá řada (2015)
| Č. v seriálu | Č. v řadě | Původní název           | Český název          | Režie                                            | Scénář                          | Premiéra v USA    | Premiéra v ČR      |
| ------------ | --------- | ----------------------- | -------------------- | ------------------------------------------------ | ------------------------------- | ----------------- | ------------------ |
| 14           | 1         | BK, NY                  | Brooklyn, New York   | Gregory Hoblit Guillermo del Toro (prolog)       | Carlton Cuse a Chuck Hogan      | 12. července 2015 | 29. srpna 2016     |
| 15           | 2         | By Any Means            | Beze všeho           | TJ Scott                                         | Bradley Thompson a David Weddle | 19. července 2015 | 5. září 2016       |
| 16           | 3         | Fort Defiance           | Pevnost              | Guy Ferland                                      | Regina Corrado                  | 26. července 2015 | 12. září 2016      |
| 17           | 4         | The Silver Angel        | Angela de la Plata   | J. Miles Dale Guillermo del Toro (film Luchador) | Chuck Hogan                     | 2. srpna 2015     | 19. září 2016      |
| 18           | 5         | Quick and Painless      | Rychle a bezbolestně | J. Miles Dale                                    | Liz Phang                       | 9. srpna 2015     | 26. září 2016      |
| 19           | 6         | Identity                | Identita             | Howard Deutch                                    | Justin Britt-Gibson             | 16. srpna 2015    | 3. října 2016      |
| 20           | 7         | The Born                | Zrozený              | Howard Deutch                                    | Chuck Hogan                     | 23. srpna 2015    | 10. října 2016     |
| 21           | 8         | Intruders               | Nezvaní hosté        | Kevin Dowling                                    | David Weddle a Bradley Thompson | 30. srpna 2015    | 17. října 2016     |
| 22           | 9         | The Battle for Red Hook | Bitva o Red Hook     | Kevin Dowling                                    | Regina Corrado                  | 6. září 2015      | 24. října 2016     |
| 23           | 10        | The Assassin            | Vrah                 | Phil Abraham                                     | Liz Phang                       | 13. září 2015     | 31. října 2016     |
| 24           | 11        | Dead End                | Ve slepé uličce      | Phil Abraham                                     | Carlton Cuse a Regina Corrado   | 20. září 2015     | 7. listopadu 2016  |
| 25           | 12        | Fallen Light            | Occido Lumen         | Vincenzo Natali                                  | Bradley Thompson a David Weddle | 27. září 2015     | 14. listopadu 2016 |
| 26           | 13        | Night Train             | Noční vlak           | Vincenzo Natali                                  | Carlton Cuse a Chuck Hogan      | 4. října 2015     | 21. listopadu 2016 |

### Třetí řada (2016)
| Č. v seriálu | Č. v řadě | Původní název              | Český název          | Režie           | Scénář                          | Premiéra v USA | Premiéra v ČR   |
| ------------ | --------- | -------------------------- | -------------------- | --------------- | ------------------------------- | -------------- | --------------- |
| 27           | 1         | New York Strong            | Síla New Yorku       | J. Miles Dale   | Carlton Cuse a Chuck Hogan      | 28. srpna 2016 | 23. dubna 2018  |
| 28           | 2         | Bad White                  | Šance                | J. Miles Dale   | David Weddle a Bradley Thompson | 4. září 2016   | 29. dubna 2018  |
| 29           | 3         | First Born                 | Prvorozený           | Ken Girotti     | Chuck Hogan                     | 11. září 2016  | 30. dubna 2018  |
| 30           | 4         | Gone But Not Forgotten     | V nezapomnění        | Ken Girotti     | Regina Corrado                  | 18. září 2016  | 6. května 2018  |
| 31           | 5         | Madness                    | Šílenství            | Deran Sarafian  | Liz Phang                       | 25. září 2016  | 7. května 2018  |
| 32           | 6         | The Battle of Central Park | Bitva o Central Park | Deran Sarafian  | Bradley Thompson a David Weddle | 2. října 2016  | 13. května 2018 |
| 33           | 7         | Collaborators              | Spolupracovníci      | TJ Scott        | Chuck Hogan a Glen Whitman      | 9. října 2016  | 14. května 2018 |
| 34           | 8         | White Light                | Bílé světlo          | TJ Scott        | Regina Corrado a Liz Phang      | 16. října 2016 | 20. května 2018 |
| 35           | 9         | Do or Die                  | Teď, nebo nikdy      | Vincenzo Natali | David Weddle a Bradley Thompson | 23. října 2016 | 21. května 2018 |
| 36           | 10        | The Fall                   | Pád                  | Carlton Cuse    | Carlton Cuse a Chuck Hogan      | 30. října 2016 | 27. května 2018 |

### Čtvrtá řada (2017)
| Č. v seriálu | Č. v řadě | Původní název      | Český název | Režie          | Scénář                          | Premiéra v USA    | Premiéra v ČR   |
| ------------ | --------- | ------------------ | ----------- | -------------- | ------------------------------- | ----------------- | --------------- |
| 37           | 1         | The Worm Turns     |             | J. Miles Dale  | Carlton Cuse a Chuck Hogan      | 16. července 2017 | nebylo vysíláno |
| 38           | 2         | The Blood Tax      |             | J. Miles Dale  | Liz Phang                       | 23. července 2017 | nebylo vysíláno |
| 39           | 3         | One Shot           |             | Kevin Dowling  | Bradley Thompson a David Weddle | 30. července 2017 | nebylo vysíláno |
| 40           | 4         | New Horizons       |             | Kevin Dowling  | Mickey Fisher                   | 6. srpna 2017     | nebylo vysíláno |
| 41           | 5         | Belly of the Beast |             | Norberto Barba | Jeff Wadlow                     | 13. srpna 2017    | nebylo vysíláno |
| 42           | 6         | Tainted Love       |             | Norberto Barba | Paul Keables                    | 20. srpna 2017    | nebylo vysíláno |
| 43           | 7         | Ouroboros          |             | Thomas Carter  | Andy Iser                       | 27. srpna 2017    | nebylo vysíláno |
| 44           | 8         | Extraction         |             | Paco Cabezas   | Liz Phang                       | 3. září 2017      | nebylo vysíláno |
| 45           | 9         | The Traitor        |             | Jennifer Lynch | David Weddle a Bradley Thompson | 10. září 2017     | nebylo vysíláno |
| 46           | 10        | The Last Stand     |             | J. Miles Dale  | Chuck Hogan a Carlton Cuse      | 17. září 2017     | nebylo vysíláno |